# Кедровка (Ярославская область)
Кедровка  — посёлок Назаровского сельского округа Назаровского сельского поселения Рыбинского района Ярославской области .
Посёлок расположен в северо-западной части сельского поселения, непосредственно примыкая с севера к городу Рыбинск, с восточной стороны федеральной автомобильной трассе Р104 в направлении из Рыбинска на Пошехонье .
На 1 января 2007 года в посёлке числилось 75 постоянных жителей . Городское почтовое отделение Рыбинск-6 обслуживает в посёлке Кедровка 20 домов .